# Yoshinori Furube
Yoshinori Furube (jap. 古邊 芳昇, Furube Yoshinori; * 9. Dezember 1970 in der Präfektur Hiroshima) ist ein ehemaliger japanischer Fußballspieler.

## Karriere
Furube erlernte das Fußballspielen in der Schulmannschaft der Sakuyo High School und der Universitätsmannschaft der Osaka University of Health and Sport Sciences. Seinen ersten Vertrag unterschrieb er 1993 bei Kagawa Shiun. 1994 wechselte er zum Zweitligisten Fujieda Blux (heute: Avispa Fukuoka). 1995 wurde er mit dem Verein Meister der Japan Football League und stieg in die J1 League auf. Für den Verein absolvierte er 116 Spiele. 1999 wechselte er zum Zweitligisten FC Tokyo. 1999 wurde er mit dem Verein Vizemeister der J2 League und stieg in die J1 League auf. Für den Verein absolvierte er 16 Spiele. 2001 wechselte er zum Drittligisten Sagawa Express Tokyo. Ende 2001 beendete er seine Karriere als Fußballspieler.